# 古河駅

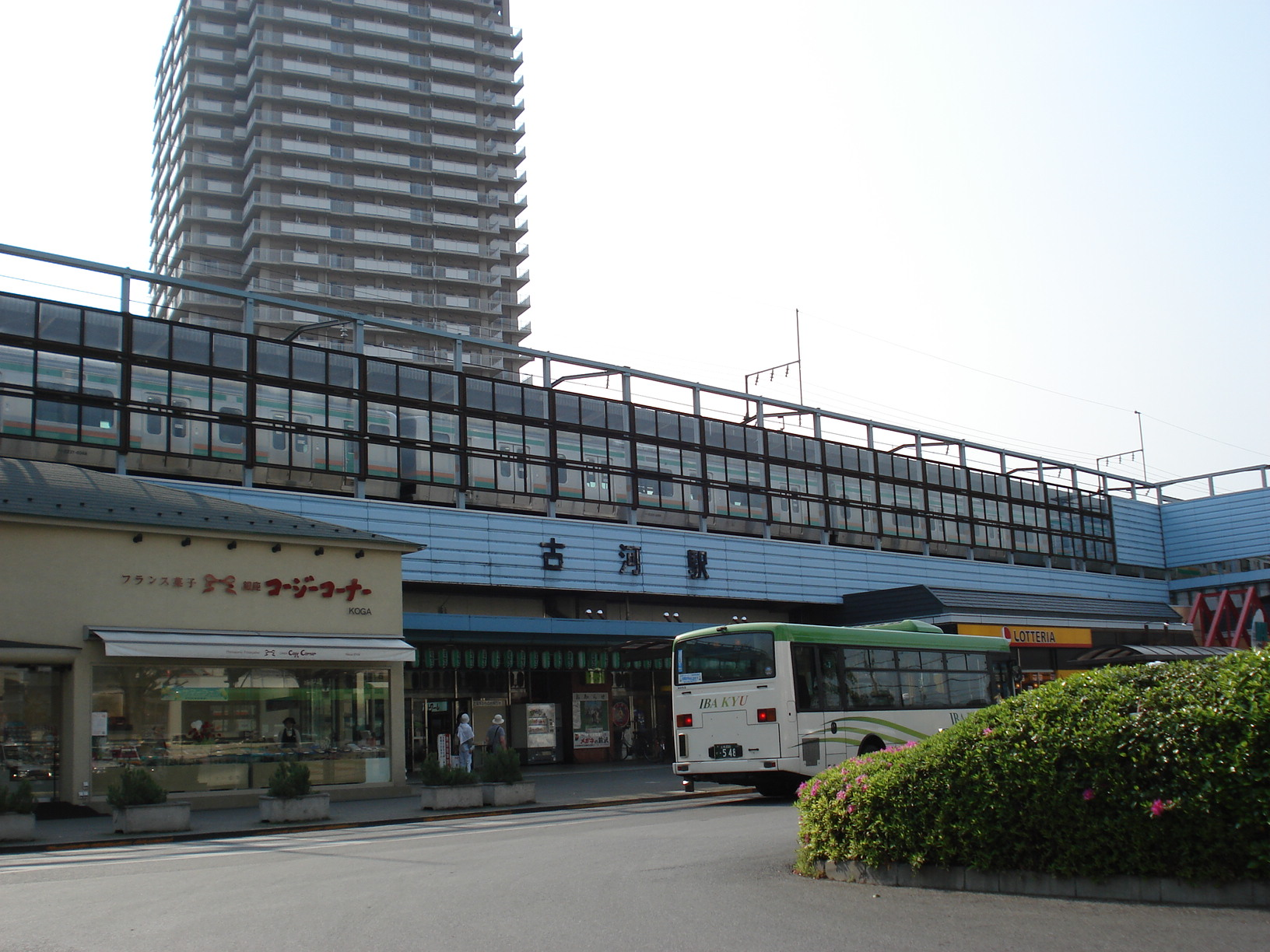
東口（2007年5月）

古河駅（こがえき）は、茨城県古河市本町（ほんちょう）一丁目にある、東日本旅客鉄道（JR東日本）東北本線の駅。
「宇都宮線」の愛称区間に含まれており、上野駅発着系統と、新宿駅経由で横須賀線に直通する湘南新宿ライン、上野駅・東京駅経由で東海道線に直通する上野東京ラインが停車する。
東北本線の駅で唯一茨城県内に所在する。両隣の駅は所在地がそれぞれ埼玉県と栃木県のため、隣接する3駅連続で所在県が変わる。駅ビル「VAL古河」が併設されている。茨城県の鉄道駅で最西端に位置する。

## 歴史
- 1885年（明治18年）7月16日：日本鉄道（現・東北本線）大宮駅 - 宇都宮駅間の開業と同時に開設[3]。
  - 当時利根川の架橋は完了しておらず、この区間には鉄道連絡船が運行され、栗橋駅 - 当駅間の現在の利根川畔には中田仮停車場が設けられて利根川橋梁の開通まで運用された。
  - 現在の常磐線・水戸線にあたる路線はまだ開通しておらず、当駅は茨城県内で最初に設置された鉄道駅である。
- 1906年（明治39年）11月1日：日本鉄道が鉄道国有法により国有化[3]。
- 1909年（明治42年）10月12日：線路名称制定により東北本線の所属となる。
- 1981年（昭和56年）4月14日：貨物の取り扱いを廃止[3]。
- 1983年（昭和58年）3月28日：上り線高架化[4]。
- 1984年（昭和59年）
  - 3月19日：下り線高架化[4][5]。
  - 3月24日：高架下の新駅舎使用開始[5]。
  - 4月12日：高架化完成竣工式[5][注釈 2]。
- 1985年（昭和60年）3月14日：荷物扱い廃止[3]。
- 1987年（昭和62年）
  - 3月28日：駅ビル「VAL-Koga」開業[2]。
  - 4月1日：国鉄分割民営化に伴い、東日本旅客鉄道（JR東日本）の駅となる。
- 2001年（平成13年）11月18日：ICカード「Suica」の利用が可能となる[広報 1]。
- 2007年（平成19年）3月：エレベーター設置。
- 2023年（令和5年）10月26日：みどりの窓口の営業を終了[6]。

## 駅構造
島式ホーム2面4線を有する高架駅。2007年（平成19年）3月にエレベーターが設置された。東北本線大宮駅 - 小山駅間で唯一、上下線別々の列車待避が可能。
自動券売機、多機能券売機、指定席券売機、Suica対応自動改札機が設置されている。

### のりば
| 番線 | 路線                 | 方向 | 行先                             | 備考                    |
| ---- | -------------------- | ---- | -------------------------------- | ----------------------- |
| 1・2 | ■ 宇都宮線（東北線） | 下り | 小山・宇都宮・黒磯方面           |                         |
| 3・4 | ■ 宇都宮線（東北線） | 上り | 大宮・東京・新宿・横浜・大船方面 | 始発列車は1番線から発着 |
| 3・4 | ■ 湘南新宿ライン     | 上り | 大宮・東京・新宿・横浜・大船方面 | 始発列車は1番線から発着 |
| 3・4 | ■ 上野東京ライン     | 上り | 大宮・東京・新宿・横浜・大船方面 | 始発列車は1番線から発着 |

（出典：JR東日本:駅構内図）
- 1番線が下り副本線（一部上り始発）、2番線が下り本線、3番線が上り本線、4番線が上り副本線。
- 湘南新宿ラインの列車は前述のように横須賀線へ直通する。

#### 備考
- 上り列車は快速と普通の相互接続を行う列車が設定されている。
- 当駅の東京方には下り線から上り線、宇都宮方には上り線から下り線への渡り線が設けられている。2010年12月4日の改正では下り列車が日中の1時間に1本のみ当駅で折り返しとなり、始発の上り列車として下りホーム1番線を使用する。日中、東海道線・上野東京ライン熱海・小田原方面からの当駅止まりが折り返し上野東京ライン東海道線直通方面列車となる[7]。4番線は宇都宮方面への折り返し運転が可能となっているが、通常ダイヤにおける当駅始発の宇都宮方面行きは設定されていない。
- 当駅止まりの下り列車は一部を除いて湘南新宿ライン新宿方面からの小金井・宇都宮方面行き列車に同一ホームで接続し、上り始発上野行きは平日朝1本を除き宇都宮・小金井方面からの湘南新宿ライン新宿方面行きと接続しない。大宮駅で後発の湘南新宿ライン快速に接続する。

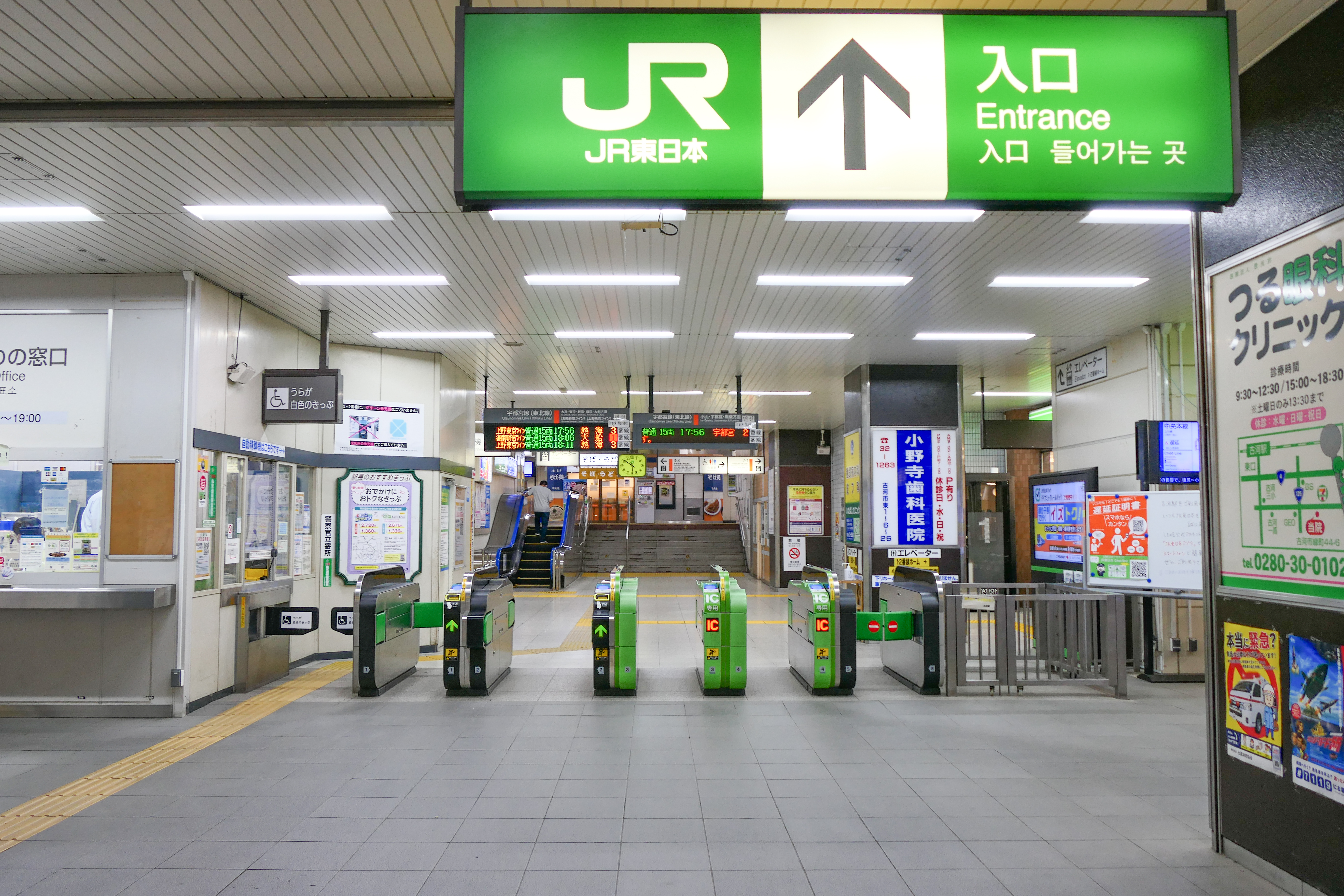
改札口（2022年6月）
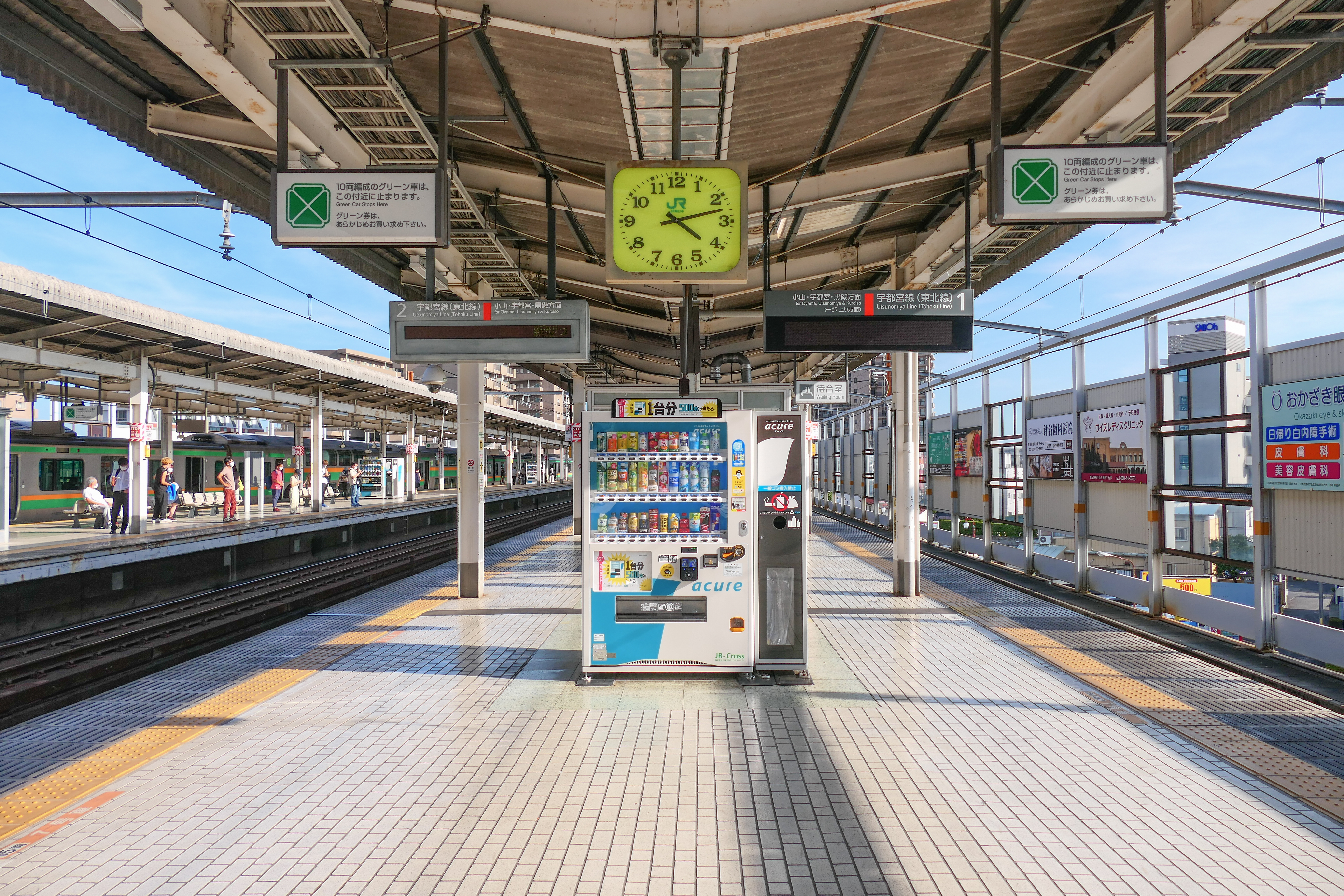
1・2番線ホーム（2022年8月）
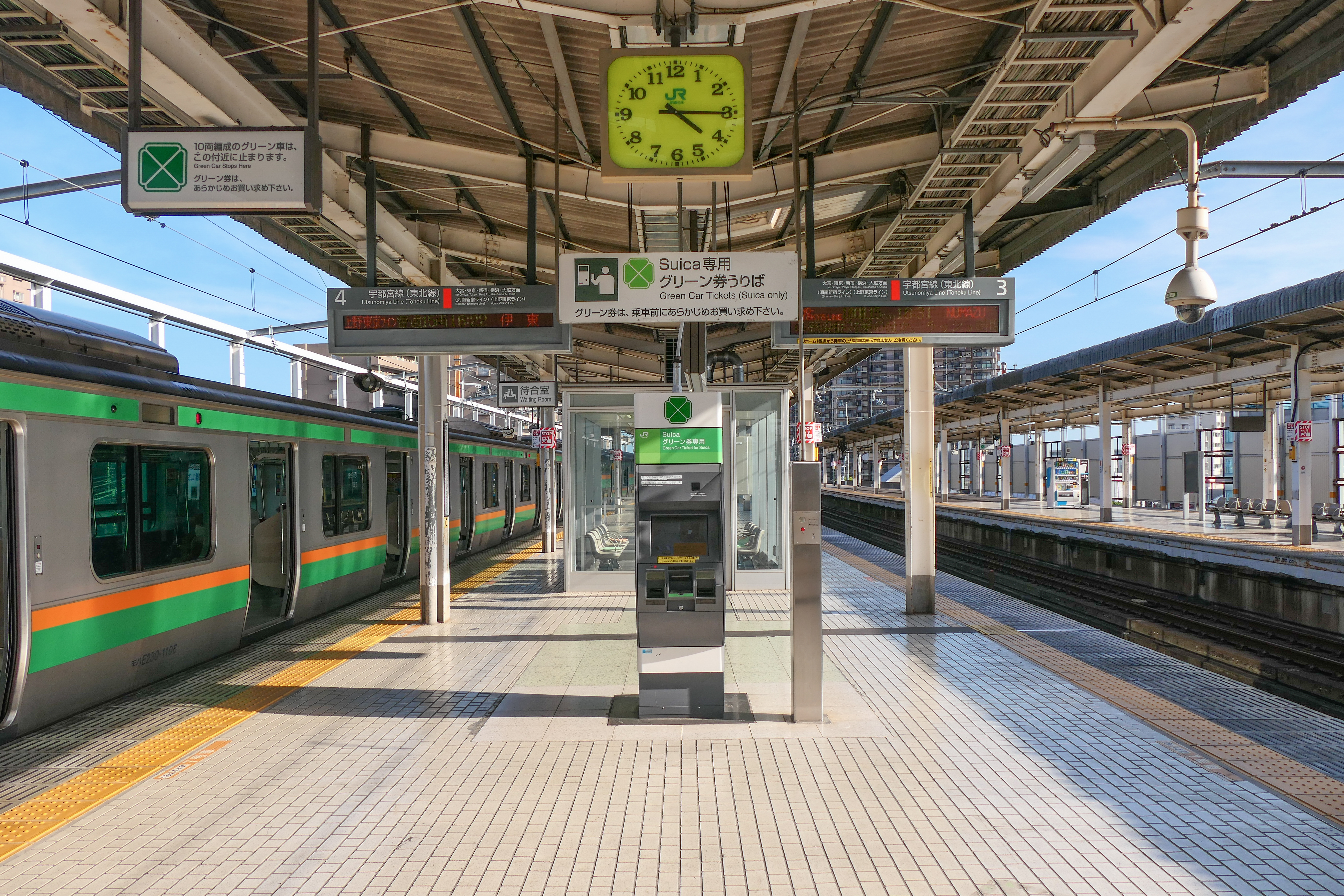
3・4番線ホーム（2022年8月）

## 利用状況
2023年度（令和5年度）の1日平均乗車人員は11,304人である 。新型コロナウイルス感染症（COVID-19）流行前の水準では、茨城県内の駅で水戸駅、取手駅、守谷駅、つくば駅、土浦駅に次いで第6位の乗降人数を誇っていた。
1997年度（平成9年度）以降の1日平均乗車人員の推移は以下の通り。
| 年度               | 1日平均 乗車人員 |
| ------------------ | ---------------- |
| 1997年（平成09年） | 16,589           |
| 1998年（平成10年） | 16,260           |
| 1999年（平成11年） | 15,993           |
| 2000年（平成12年） | 15,606           |
| 2001年（平成13年） | 15,388           |
| 2002年（平成14年） | 15,046           |
| 2003年（平成15年） | 15,025           |
| 2004年（平成16年） | 14,858           |
| 2005年（平成17年） | 14,570           |
| 2006年（平成18年） | 14,443           |
| 2007年（平成19年） | 14,362           |
| 2008年（平成20年） | 14,282           |
| 2009年（平成21年） | 13,810           |
| 2010年（平成22年） | 13,603           |
| 2011年（平成23年） | 13,437           |
| 2012年（平成24年） | 13,589           |
| 2013年（平成25年） | 13,798           |
| 2014年（平成26年） | 13,511           |
| 2015年（平成27年） | 13,579           |
| 2016年（平成28年） | 13,473           |
| 2017年（平成29年） | 13,477           |
| 2018年（平成30年） | 13,345           |
| 2019年（令和元年） | 13,050           |
| 2020年（令和02年） | 9,032            |
| 2021年（令和03年） | 9,709            |
| 2022年（令和04年） | 10,812           |
| 2023年（令和05年） | 11,304           |

## 駅周辺
駅前にはスーパーマーケットやビジネスホテルなど、商業ビルが多く立地するが、少し歩けばほとんどが住宅街である。

### 西側
西側が旧城下町・宿場町（古河宿）であり、歴史的建造物も存在する。古河の元々の市街地である。
- 古河文学館
- 古河歴史博物館
- 浄円寺
- 古河市役所古河庁舎
- 常陽銀行古河支店
- 筑波銀行古河支店
- 古河郵便局
- 古河横山町郵便局
- 古河台町郵便局
- 茨城県道312号古河停車場線（西口側）
- 野木町煉瓦窯
- 渡良瀬遊水地
- コモディイイダ古河駅前店

### 東側
東口は1953年に開設され、ここから東へ伸びる「十間道路」を中心に比較的整然とした区画の市街が発達し、古河市の中心市街地を成している。
- 栃木銀行古河支店
- 陸上自衛隊 古河駐屯地
- 古河下山郵便局
- 古河簡易裁判所
- 古河公共職業安定所（ハローワーク古河）
- ショッピングセンターあかやまJOY
- ジェイアールバス関東佐野支店古河営業所
- イオン古河店
- 茨城県立古河第一高等学校
- アパホテル〈茨城古河駅前〉
- ホテルルートイン〈古河駅前〉
- ホテル古河ヒルズ

## バス路線
東口には古河市三和・総和地区、茨城県八千代町方面、西口には埼玉県久喜市栗橋地区、茨城県境町方面へのバスが発着する。

### 東口
- 茨城急行自動車古河営業所
  - KG12：友愛記念病院行
  - KG14・KG17・KG22：八千代町役場行
  - KG11・KG21：北茂呂車庫行
  - KG16・KG23：古河市三和庁舎行

- ジェイアールバス関東佐野支店古河営業所
  - 東古河線31・35：駒羽根循環
  - 東古河線51：大綱行

- 古河市「ぐるりん号」
  - 古河庁舎・福祉の森コース：友愛記念病院行 / 福祉の森会館行
  - 西コース：静町けやき公園行 / 福祉の森会館行
  - 通勤通学コース
  - 総和庁舎・病院コース：循環
  - 北コース：茨城急行自動車古河営業所行

### 西口
- 朝日自動車境営業所
  - KG01：境車庫行
- 古河市「ぐるりん号」
  - 西コース：静町けやき公園行 / 福祉の森会館行
  - 南コース：福祉の森会館循環
  - 南コース：栗橋駅東口行

## その他
- 東口ロータリーのほぼ中央に鉄骨製のあずまやがある。屋根を支えている4本の柱は地上駅時代に使用していた跨線橋の脚部に用いられていたものである。
- 地上駅時代には貨物扱いがあった関係から構内も広く、高架化後も1985年（昭和60年）3月14日の東北新幹線大宮駅 - 上野駅間開業までは、県内唯一の東北本線の駅として東北地方へ向かう急行「いわて」・「まつしま」・「ばんだい」などが停車していた。2010年12月3日まで運行されていた特急「おはようとちぎ・ホームタウンとちぎ」の前身である急行「なすの」とは異なり、これらの列車は大宮駅 - 小山駅間の停車駅は当駅のみだった。
- 陸上自衛隊第101建設隊の手になる古河駐屯地施設補給処への専用線が存在した。現在では、駅南側から緩やかなカーブで駐屯地方面に至る道路と駐屯地内のホームにその名残を留めている。
- 2011年にUQ WiMAX屋内基地局が設置された[9]が、サービス終了に伴いWiMAX2+基地局に転用されたかは明らかにされていない。
- 「ホームライナー古河」以外では、2010年3月のダイヤ改正より当駅発着の電車が設定された。2015年3月の上野東京ラインの開業に際して当駅止まりの電車の設定本数が増えており、2021年3月のダイヤ改正ではそれまで1日1本のみだった湘南新宿ラインの当駅発着の電車も大幅に設定本数が増えた。
- 栗橋駅 - 当駅間の古河市の旧新郷村内には、かつて昭和20年代に新郷村民の猛運動でできた、出口や改札口、プラットホームもない新郷駅があった[10][要検証 – ノート]。昭和45年発行の『古河市のあゆみ 市制20周年記念』によると、利根川橋梁のカスリーン台風に伴う改修工事中は単線運転になり、現古河市側は中田信号所が設置され、朝ラッシュ時上りと夕ラッシュ時下りの1本ずつが停車したとの記述がある。

## 隣の駅
東日本旅客鉄道（JR東日本）
■宇都宮線
■快速（「ラビット」を含む）
久喜駅 - 古河駅 - 小山駅
■普通
栗橋駅 - 古河駅 - 野木駅